# Johannes Tauber
Johannes Henrik Georg Tauber (9. december 1827 i Vallø – 24. oktober 1892) var en dansk chefredaktør og politiker, der repræsenterede partiet Venstre.
Tauber, der var præstesøn, blev student fra Vordingborg Latinskole i 1844 og påbegyndte derefter teologistudiet ved Københavns Universitet, men skiftede til statsvidenskab, som han fik eksamen i i 1853. Han begyndte sin journalistiske karriere som skribent i Fædrelandet i 1849 og kom senere til Dagbladet, Dannevirke og Berlingske Tidende. Da Sorø Amtstidende, der hidtil havde været konservativ, blev sat til salg i 1871, købte han avisen og omdannede den til en Venstre-avis. En kort overgang forsøgte Tauber sig med bankdrift, men Vestsjællands Folkebank, der blev etableret i 1872 og gik fallit i 1877, var ikke den store succes.
Han blev valgt til Folketinget for Venstre i Horsenskredsen i 1869 og blev genvalgt i 1872 i Slagelsekredsen, hvor han vandt over indenrigsminister Christen Fonnesbech. Han var fra 1879 opstillet i Ruds Vedby-kredsen. Tauber tilhørte efterhånden Hørup-fløjen i partiet. 
Der blev i 1897 rejst et mindesmærke over Tauber på Bredegade i Slagelse, udført af Rasmus Bøgebjerg. I 1911 blev mindesmærket flyttet til Ruds Vedby og opstillet på stationsforpladsen ved Ruds Vedby Station.